# SSS (piłka siatkowa)
SSS – holenderski męski klub siatkarski z Barneveld. Założony został 1 maja 1960 roku. Od sezonu 2009/2010 występuje w najwyższej klasie rozgrywek klubowych w Holandii (A-League).
Od nazwy sponsora przyjął nazwę BMC/SSS.

## Rozgrywki krajowe
| Sezon     | Rozgrywki | Miejsce    |
| --------- | --------- | ---------- |
| 2009/2010 | A-League  | 8. miejsce |
| 2010/2011 | A-League  |            |

## Rozgrywki międzynarodowe
Klub SSS nie brał dotychczas udziału w europejskich pucharach.

## Kadra w sezonie 2009/2010
- Pierwszy trener:  Marcel Ruijterlinde

| Nr | Imię i nazwisko      | Data ur. | Wzrost | Pozycja      |
| -- | -------------------- | -------- | ------ | ------------ |
| 1  | Mark van Roekel      |          | 190    | libero       |
| 2  | Pieter Glerum        |          |        | środkowy     |
| 3  | Maarten Van Garderen |          |        | przyjmujący  |
| 5  | Bart van Garderen    |          | 191    | rozgrywający |
| 6  | Johan Oosting        |          |        | atakujący    |
| 7  | Bram van Slooten     |          |        | środkowy     |
| 9  | Paul van Roomen      |          | 193    | atakujący    |
| 10 | Dwin Brouwer         |          |        | środkowy     |
| 12 | Maarten Janssen      |          |        | libero       |